# Ryusuke Taguchi
Ryusuke Taguchi  (nacido el 15 de abril de 1979) es un luchador profesional japonés, que trabaja actualmente en New Japan Pro-Wrestling (NJPW). Taguchi compitió en 76 kg (168 lb) de clase amateur en la universidad antes de ingresar al NJPW Dojo en marzo de 2002 y debutar en noviembre de ese año en el Korakuen Hall de Tokio, luchando en el famoso división de peso pesado júnior en la New Japan.
Sus logros fue dos veces Campeón Peso Pesado Junior de la IWGP, una vez Campeón Mundial de Peso Wélter del CMLL, siete veces Campeón en Parejas Peso Pesado Junior de la IWGP y tres veces Campeón en Parejas 6-man NEVER de Peso Abierto. También fue ganador de Best of the Super Juniors (2012) y Young Lion Cup (2004).

## Carrera

### New Japan Pro-Wrestling (2002-presente)

#### Carrera temprana (2002-2004)
Durante la escuela secundaria , Taguchi incursionó en muchas actividades atléticas, como béisbol, fútbol y atletismo, antes de ingresar a la clase de 76 kg (168 lb) en la lucha libre amateur en la Universidad Tōkai. Se inscribió en el dojo New Japan Pro-Wrestling (NJPW) en marzo de 2002, pasando la prueba de entrada notoriamente difícil de la promoción, antes de debutar el 22 de noviembre de 2002 en un esfuerzo perdedor contra Toru Yano. Taguchi continuó luchando en partidos menores hasta principios de 2003, antes de entrar en el décimo torneo de Best of the Super Juniors (BOSJ) por defecto después de que Heat se retiró. Taguchi terminó en el último lugar con cero puntos, perdiendo todos sus luchas.
En noviembre de 2003, Ryusuke Taguchi y su compañero graduado de New Japan Hirooki Goto ganaron un torneo de 4 equipos para decidir los contendientes número uno al Campeonato en Parejas Peso Pesado Junior de la IWGP, derrotando a Wataru Inoue y El Samurai en las semifinales y Masahito Kakihara y Masayuki Naruse en Los finales. Cuando el título quedó vacante unos días después debido a una lesión, Taguchi y Goto se enfrentaron a Gedo y Jado (que habían ganado un torneo por separado) el 29 de noviembre de 2003 para decidir sobre los nuevos campeones; Gedo y Jado ganaron el combate y el título. El 27 de diciembre de 2003, Taguchi derrotó a Naofumi Yamamoto para ganar un lugar en el espectáculo anual Tokyo Dome de New Japan, Wrestling World. Continuó derrotando a Akiya Anzawa en el evento del 4 de enero de 2004 en menos de cinco minutos.
El 21 de marzo de 2004, Taguchi y Goto recibieron su segunda oportunidad en los títulos de etiqueta júnior, cayendo ante los campeones American Dragon y Curry Man. En la gira de abril Strong Energy, Taguchi participó en el torneo Round-robin Young Lion Cup (YLC) de ocho hombres, ganando nueve puntos en la fase de grupos y derrotando a Hirooki Goto y Michinoku Pro Kazuya Yuasa en las semifinales y final, respectivamente. Ganar el torneo le valió a Taguchi su primera oportunidad de obtener un título de sencillos, ya que desafió sin éxito al Campeón de Peso Abierto U-30 de la IWGP (menos de 30) Hiroshi Tanahashi el 13 de mayo de 2004. Taguchi una vez más compitió en el torneo Best of the Super Juniors en junio de 2004, terminando con 4 puntos por lucha libre hasta límites de tiempo de 20 minutos con El Samurai y American Dragon, y derrotando a Jushin Thunder Liger en 45 segundos. Taguchi nuevamente terminó en el último lugar por su bloqueo.
En octubre y noviembre de 2004, Taguchi compitió en el Torneo Young Lion Toukon de 7 jugadores, eliminación única , una especie de "secuela" de la Young Lion Cup; recibió un adiós a las semifinales como resultado de ganar ese torneo, derrotando a Hiroshi Nagao y Katsuhiko Nakajima en sus dos partidos para acentuar su victoria en la YLC.

#### 2005
El 6 de enero de 2005, Taguchi anunció que iría en una excursión de aprendizaje a la promoción mexicana Consejo Mundial de Lucha Libre (CMLL), una práctica común para jóvenes japoneses junior, luchando simplemente como "Taguchi". Compitió en dos partidos de despedida en Nueva Japón, perdiendo contra Wataru Inoue en la primera y haciendo equipo con Taiji Ishimori para vencer a Tiger Mask y El Samurai en la segunda. Taguchi hizo su debut en CMLL el 11 de febrero de 2005 en la Arena México, formando equipo con Black Tiger y Shigeo Okumura para derrotar a Negro Casas, Felino y Safari. Taguchi también luchó en Toryumon México, haciendo equipo con Hiromi Horiguchi para ganar el torneo 4-equipo Yamaha Copa el 27 de febrero de 2005. Taguchi continuó compitiendo en el CMLL en gran parte de 2005, haciendo equipo con frecuencia los exalumnos de New Japan Shinsuke Nakamura e Hiroshi Tanahashi. Regresó a Japón el 7 de octubre de 2005 y luchó en su partido de vuelta oficial el 22 de octubre de 2005, formando equipo con Masahito Kakihara para derrotar a Sangre Azteca y Hirooki Goto.

#### 2006
El 19 de febrero de 2006, Taguchi y el veterano junior El Samurai derrotaron a la facción del talón CTU (Unidad Contraterrorista) Minoru y Hirooki Goto para ganar el Campeonato en Parejas Peso Pesado Junior de la IWGP, dando a Taguchi su primer título. Hicieron su primera defensa el 19 de marzo de 2006, derrotando a otro dúo de leones veteranos y jóvenes en Koji Kanemoto y Wataru Inoue, seguidos por tres veces titulares de títulos Gedo y Jado el 7 de mayo de 2006 en un partido que duró más de 30 minutos. Taguchi nuevamente compitió en el BOSJ en junio de 2006, terminando en el cuarto lugar de siete en su bloque con siete puntos, derrotando a Jushin Thunder Liger, Sangre Azteca y Fuego, y luchando para contar dos veces con Jado. Taguchi y Samurai se enfrentaron a Gedo y Jado en una revancha por el título el 8 de julio de 2006, perdiendo los cinturones ante sus rivales en otro partido de 30 minutos.  El 24 de septiembre de 2006, Taguchi hizo su primer intento de conseguir un título junior de sencillos al desafiar a Tiger Mask para el Campeonato Mundial Peso Pesado Júnior de la NWA, perdiendo en 13 minutos.

#### 2007
En el evento Tokyo Dome anual de New Japan el 4 de enero de 2007 en Wrestle Kingdom I, Taguchi se asoció con El Samurai y con el luchador de All Japan Pro Wrestling Masanobu Fuchi para derrotar Kikutaro, Nobutaka Araya y Akira Raijin, fijando Kikutaro después de la Dodon. Cuatro días después, el 7 de enero de 2007, Taguchi sufrió una lesión en el ojo derecho en un combate por equipos con Tiger Mask contra Jyushin Thunder Liger y Milano Collection AT, lo que lo dejó fuera de acción durante dos meses. Había sido programado para competir en un torneo de cuatro jugadores para decidir el contendiente número uno al Campeonato Peso Pesado Junior de la IWGP, pero fue eliminado como resultado de la lesión. Taguchi regresó el 3 de marzo de 2007. El 11 de marzo de 2007, Taguchi fue presentado como el primer miembro de la nueva facción Samurai Gym de El Samurai, y más tarde se unió a Yujiro el 18 de marzo de 2007. El 13 de abril de 2007, Taguchi desafió a Minoru para el Campeonato Peso Pesado Junior de la IWGP en su primer intento por el título, aunque sin éxito. Minoru también robó el letrero de Samurai Gym después del partido, llevándolo como trofeo durante los próximos meses. Taguchi recibió una segunda oportunidad por el Campeonato Peso Pesado Junior de la IWGP el 6 de julio de 2007, derrotando a Minoru una vez más para ganar su primer campeonato de sencillos y recuperar el letrero de Samurai Gym. Hizo su primera defensa del título el 24 de septiembre de 2007, derrotando a Tiger Mask. Defendió el campeonato una vez más el 7 de octubre de 2007 en la promoción independiente del espectáculo del décimo aniversario de Pro Wrestling KAGEKI, derrotando al fundador Azteca de la compañía; Al día siguiente, Taguchi nuevamente defendió el título, derrotando a Minoru una vez más. El 28 de octubre de 2007, Taguchi defendió el título por tercera vez en un mes, derrotando al 5 veces campeón Koji Kanemoto en Kobe, la ciudad natal de Kanemoto. Taguchi perdió el título en su quinta defensa el 8 de diciembre de 2007, cayendo ante Wataru Inoue.

## En lucha
- Movimientos finales
  - Como Ryusuke Taguchi
    - Dodon (Chickenwing facebuster)[2][3]
    - Dodon's Throne[2] / Milano-saku Dodon's Throne[4] (Double chickenwing double knee gutbuster) – 2011–presente
    - Dodon The End (Argentine backbreaker rack transitioned into a wheelbarrow facebuster)[2][5] – 2014
    - Enban Chuudoku (180° frog splash)[2][3] – Inicios
    - Magic Mirror Go! (Side headlock rolled forward into a cradle, as a German suplex counter)[6] – 2012–presente
    - Oh My & Garankle[7] (Ankle lock)[8][9][7] – 2014–presente
    - Shika Koroshi (Back-to-back double underhook piledriver)[2][3] – Inicios
    - Uradodon (Reverse powerbomb)[10]

  - Como Masked Horse
    - Ketsuye (Running hip attack to a kneeling opponent)[1]
- Movimientos de firma
  - Hip attack variations[11][12][13]
  - Front dropkick,[3] sometimes from the top rope[3]
  - Gedo Clutch II (Arm wrench Gedo clutch)[2]
  - Multiple suplex variations
    - Fisherman[14]
    - German[3]
    - Three Amigos (Triple rolling verticals)[14]

  - Plancha,[3] sometimes while performing a double springboard[2]
- Apodos
  - "(Immortal) Funky Weapon"[15]
  - "Funky Dancer"[16]
  - "Master of Dropkicks"[14]
  - "Pervert Genius"

## Campeonatos y logros

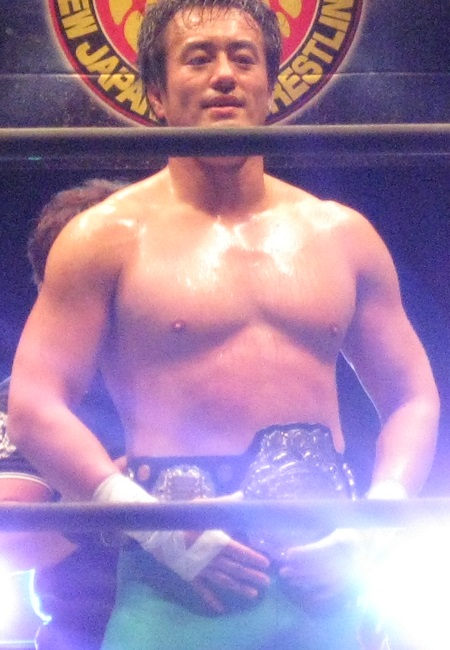
Taguchi como Campeón Peso Pesado Junior de la IWGP.

- Consejo Mundial de Lucha Libre/CMLL
  - Campeonato Mundial de Peso Wélter del CMLL (1 vez)

- New Japan Pro-Wrestling/NJPW
  - IWGP Junior Heavyweight Championship (2 veces)
  - IWGP Junior Heavyweight Tag Team Championship (7 veces) – con El Samurai (1), Prince Devitt (4), Ricochet (1) y Master Wato (1)
  - NEVER Openweight 6-Man Tag Team Championship (3 veces) - con Manabu Nakanishi & Hiroshi Tanahashi (1), Ricochet & Hiroshi Tanahashi (1) y Togi Makabe & Toru Yano (1)
  - Best of the Super Juniors (2012)
  - Young Lion Cup (2004)

- Pro Wrestling Illustrated
  - Situado en el Nº287 en los PWI 500 de 2007[17]
  - Situado en el Nº214 en los PWI 500 de 2008[18]
  - Situado en el Nº215 en los PWI 500 de 2010[19]
  - Situado en el Nº135 en los PWI 500 de 2011[20]
  - Situado en el Nº153 en los PWI 500 de 2012[21]
  - Situado en el Nº166 en los PWI 500 de 2013[22]
  - Situado en el Nº194 en los PWI 500 de 2014[23]
  - Situado en el Nº102 en los PWI 500 de 2015[24]
  - Situado en el Nº113 en los PWI 500 de 2016[25]
  - Situado en el Nº186 en los PWI 500 de 2017[26]